# Nathalie Grandhomme
Pour les articles homonymes, voir Grandhomme.
 (mai 2025).
Si vous disposez d'ouvrages ou d'articles de référence ou si vous connaissez des sites web de qualité traitant du thème abordé ici, merci de compléter l'article en donnant les références utiles à sa vérifiabilité et en les liant à la section « Notes et références ».
Nathalie Grandhomme, née le 8 avril 1963 à Paris, est une actrice et psycho-praticienne française.
Elle est connue pour son rôle de Karine Mercœur dans la série Plus belle la vie, mais surtout pour son rôle dans la série Vénus et Apollon, ou elle interprète Natacha, pharmacienne et cliente décomplexée de l'institut.
Elle a également joué avec Jean-Louis Cassarino au Théâtre des Carmes dans une pièce intitulée L'amour à trois temps. Trois pièces en une, pour décrire les splendeurs et les misères de l’amour. C’est sur un texte de Crébillon « Les égarements du cœur et de l’esprit », que commence le spectacle. Comme la suivante, d’après Balzac, elle a été librement adaptée par Louise Doutreligne. La troisième est de Jules Renard.

## Vie privée
Elle a été la compagne du comédien Lionnel Astier. 

## Filmographie
- 1996 : Les Années Fac : Mlle Lapage
- 1998 : La femme du veuf : Laurence
- 2001 : Crimes en série : Élizabeth Langevin
- 2001 : Un couple modèle
- 2001 : Le lycée : Mme Budzinsky
- 2002 : Embrassez qui vous voudrez : Hôtesse à l'aéroport
- 2002 : Vérité oblige : Florence Marty
- 2003 : Une femme si parfaite : Florence
- 2003 : Alice Nevers, le juge est une femme : Fanny
- 2003 : Qu'elle est belle la quarantaine! : La femme
- 2005 : Julie Lescaut, épisode 1 saison 14, Mission spéciale de Bernard Uzan : Mère Mathilde
- 2005 : Carla Rubens : Anne
- 2005 : Groupe flag : Madame Ferenzi
- 2005 : Vénus et Apollon : Natacha
- 2006 : Jeune Homme : Evelyne Carter
- 2006 : R.I.S Police scientifique : Valérie Duquesne
- 2006 : Célibataires
- 2006 : La crim : Lucie Valmont
- 2006 : Mariés... ou presque : Monica
- 2006 : Plus belle la vie : Karine Mercœur (60 épisodes)
- 2007 : Sempre vivu! : Anna
- 2007 : Alice Nevers, le juge est une femme : Maître Valérie Simon
- 2008 : Le Premier Jour du reste de ta vie : La mère de Sacha[1]
- 2008 : Paris, enquêtes criminelles : Marianne Roland
- 2008 : Pas de secrets entre nous : Léa
- 2009 : Femmes de loi : Catherine Rohmer
- 2009 : Ligne de feu - saison 1 : Nikki Burgess
- 2012 : Lignes de vie (série télévisée) : Kika
- 2015 : On se retrouvera : Christiane

### Publicité
- 2011 : Crédit mutuel
- 2007 : Ymea
- 2006 : Shopi

## Théâtre
- 2010 : L'amour à trois temps :... la marquise de Lursay, Antoinette de Langeais, Sœur Thérèse et Blanche